# Igniscum

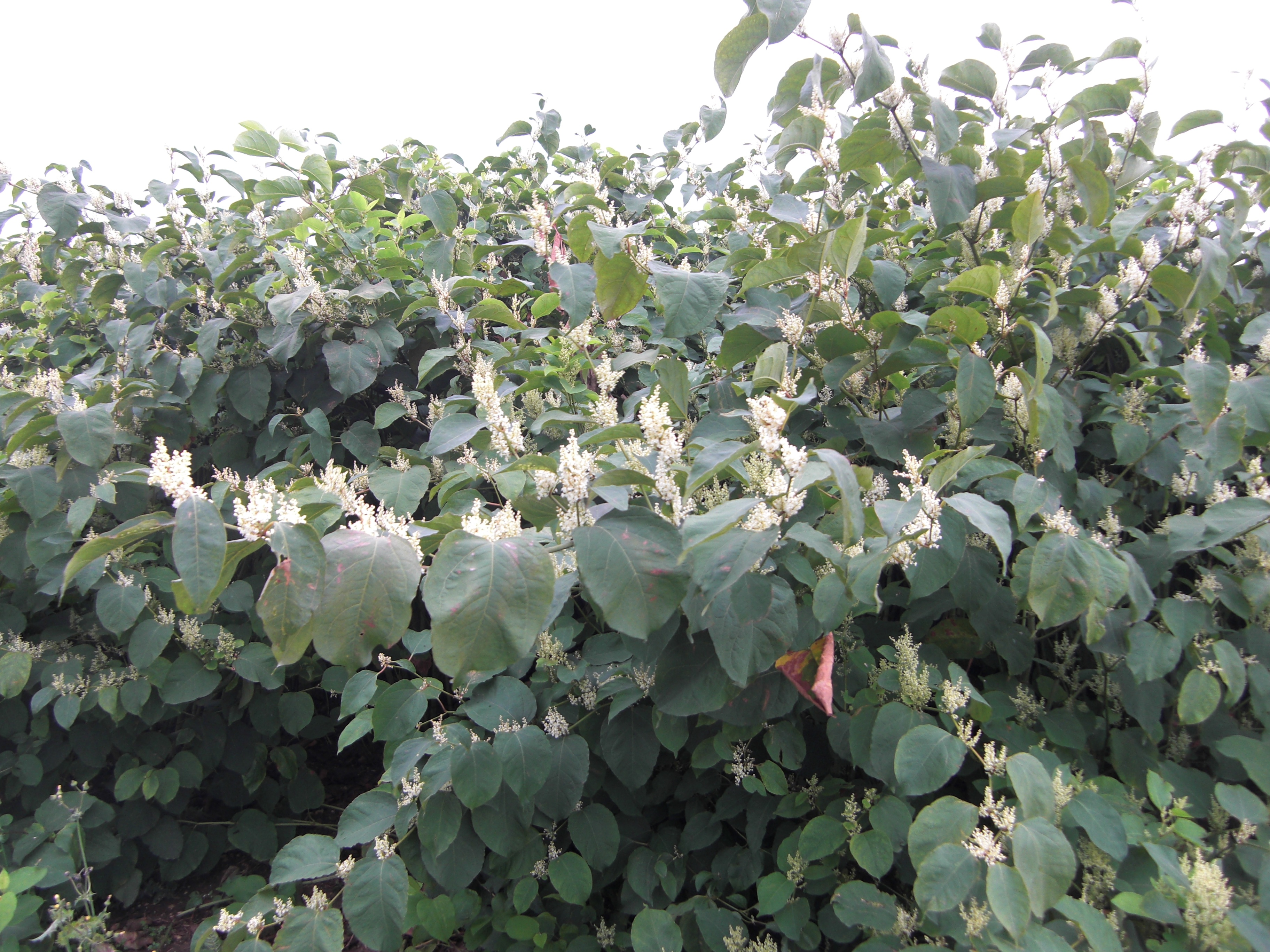
Igniscum in der Blüte

Igniscum ist eine Züchtung des Sachalin-Staudenknöterichs (Fallopia sachalinensis) und gehört zur Pflanzengattung Flügelknöteriche (Fallopia) in der Familie der Knöterichgewächse (Polygonaceae). Durch die Standorttreue und den Massenwuchs unterscheidet es sich vom Wildtyp. Igniscum ist eine Dauerkultur, die aufgrund ihrer großen Biomasseproduktion und ihrer Eigenschaften als Energiepflanze genutzt werden kann.
Der Sortenname Igniscum ist durch ein US-Pflanzenpatent geschützt (US PP21304 P3), Patentinhaber und Vermarkter der Sorte ist die Firma Conpower GmbH.

## Landwirtschaft
Igniscum ist eine winterharte, ausdauernde krautige Pflanze. Im Herbst sterben die oberirdischen Organe wie Stängel und Blätter ab. Im Frühjahr treibt die Pflanze neu aus und erreicht den gleichen Biomassezuwachs wie im Vorjahr. Igniscum kann pro Tag bis zu 10 cm Höhenwachstum aufweisen. Nach 3 Jahren hat der Bestand ihren Höchstertrag erreicht, der in den Folgejahren stetig bleibt. Als Dauerkultur angelegt kann Igniscum nach Angaben des Vermarkters 20 Jahre in Folge genutzt werden, danach muss die Pflanze mit einem Totalherbizid abgetötet werden. Zur Pflanzung und zur Ernte können gängige landwirtschaftliche Maschinen (Feldhäcksler) eingesetzt werden. Igniscum ist eine lichtbedürftige Pflanze, die sowohl auf trockenen als auch auf feuchten Standorten, sowohl auf leichten, als auf schweren Böden wächst. Prinzipiell eignen sich alle ackerbaulich nutzbaren Standorte, einzig staunasse Böden verträgt Igniscum nicht. 400 mm Jahresniederschlag sind ausreichend. Igniscum gedeiht in Höhenlagen bis zu 750 Meter. Die Jungpflanze wird zumeist als Ballenware mit herkömmlichen Forst- oder Gemüsepflanzmaschinen gepflanzt. Die Kultur benötigt nur eine geringe Düngung und kaum Schädlingsbekämpfung. Es gibt aber auch Bedenken, ob die Pflanze tatsächlich keinerlei schädliche Umweltwirkungen hat. Ein runder Tisch ist dazu ins Leben gerufen worden.

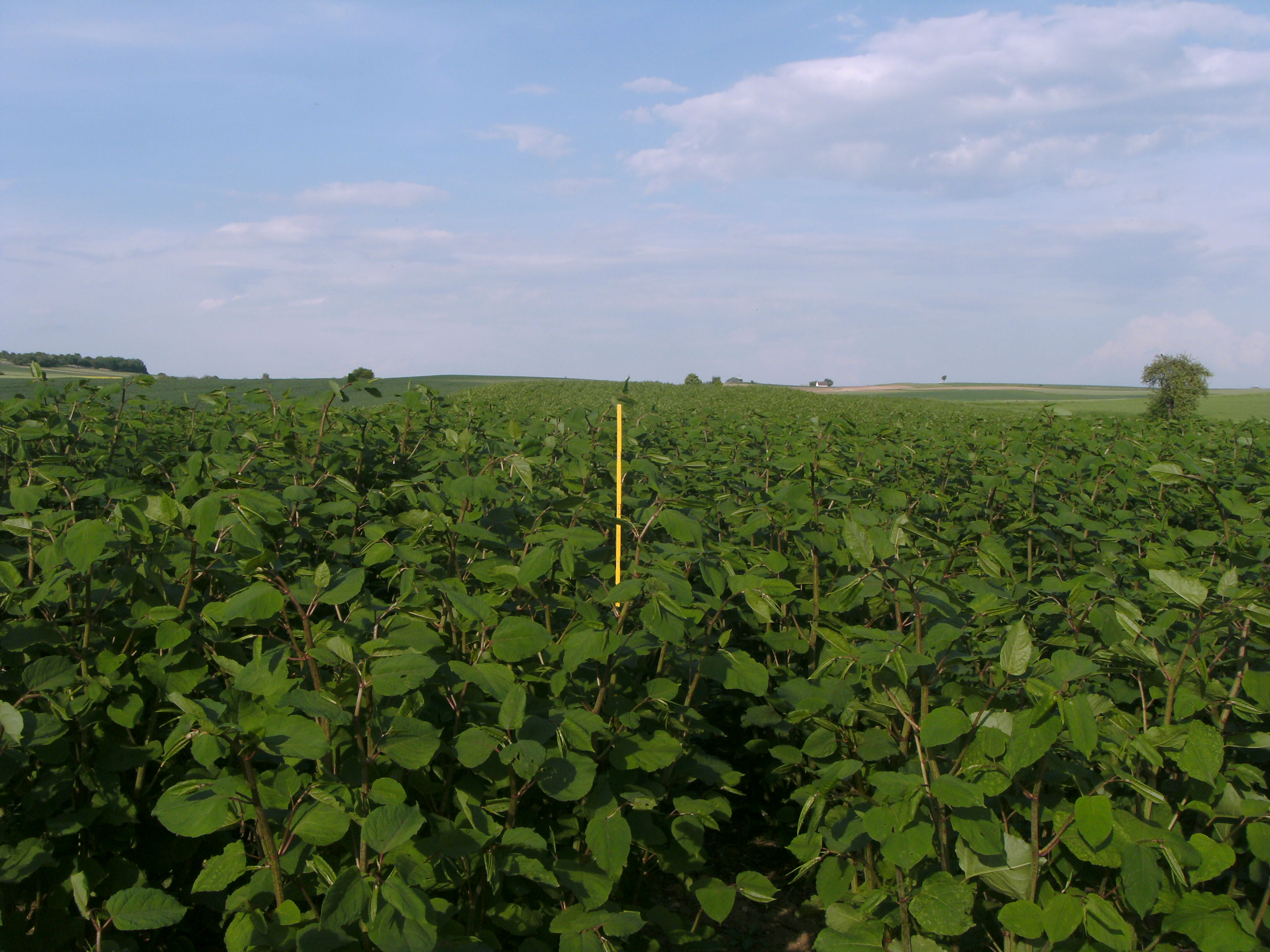
Igniscumfeld

## Nutzung als Energiepflanze
Derzeit forscht man in Deutschland an Igniscum als Energiepflanze. Von Conpower werden zwei Igniscum-Sorten angeboten, die sich in ihrer Verwendung unterscheiden, sich optisch jedoch stark ähneln.

### Brennstoff
Die oberirdische Biomasse der Pflanze stirbt im Winter ab (Seneszenz). Dann können vor dem Wiederaustrieb im folgenden Frühjahr die oberirdischen Stängel als Trockenmasse geerntet und zur Verbrennung verwendet werden. Sie besitzt einen Brennwert der vergleichbar ist mit Holz, es entsteht weniger Asche als bei der Verbrennung von Stroh.

### Biogas
Während der Vegetationsperiode im Sommer kann alternativ dazu die oberirdische Frischmasse bis zu dreimal jährlich geerntet werden. Nach der Ernte treibt die Pflanze aus der Wurzel erneut aus. Die geerntete Biomasse kann als Silage gelagert werden und dient später der Vergärung in Biogasanlagen. Zurzeit (Stand 2012) laufen nur Anbauversuche, ein großflächiger kommerzieller Anbau ist noch nicht begonnen worden. Ein Anbauversuch läuft zum Beispiel in Duisburg. Die Pflanze ist in der Etablierungsphase konkurrenzempfindlich und muss mechanisch oder durch Herbizideinsatz gefördert werden, ab dem zweiten Jahr ist keine Unkrautbekämpfung mehr nötig.

## Mögliche Umweltschäden durch den Anbau
Fallopia sachalinensis „Igniscum“ wird auf der „Warnliste“ zur Schwarzen Liste invasiver Arten des Bundesamts für Naturschutz als möglicher invasiver Neophyt aufgeführt. Für den Anbau werden dabei ähnliche Schäden wie bei den Wildformen der Staudenknöterich-Arten befürchtet. Das behauptete Fehlen invasiver Eigenschaften „ist im Detail nicht nachvollziehbar“. Entsprechende Befürchtungen bestehen auch bei der Landwirtschaftskammer Nordrhein-Westfalen.